# X (album Kylie Minogue)
X – dziesiąty album australijskiej piosenkarki popowej Kylie Minogue. Został wydany w 2007 roku (w niektórych krajach w 2008 roku). Płytę promował singiel 2 Hearts. Ten album jest promowany trasą koncertową "KylieX2008". "X" zawiera 13 piosenek.

## Lista utworów
1. "2 Hearts" - 2:52
2. "Like A Drug" - 3:17
3. "In My Arms" - 3:30
4. "Speakerphone" - 3:54
5. "Sensitized" - 3:56
6. "Heart Beat Rock" - 3:24
7. "The One" - 4:04
8. "No More Rain" - 4:02
9. "All I See" - 3:04
10. "Stars" - 3:42
11. "Wow" - 3:11
12. "Nu-di-ty" - 3:03
13. "Cosmic" - 3:10

## Wyniki na listach przebojów
| Lista przebojów (2008)           | Najwyższa pozycja | Certyfikaty | Liczba sprzedanych egzemplarzy |
| -------------------------------- | ----------------- | ----------- | ------------------------------ |
| Australian ARIA Albums Chart     | 1                 | platyna     | 70 000                         |
| Austrian Albums Chart            | 16                |             | 10 000                         |
| Belgium Albums Chart             | 26                |             |                                |
| Canadian Albums Chart            | 43                |             | 5 000                          |
| Czech IFPI Albums Chart          | 16                |             |                                |
| European Top 100 Albums          | 9                 |             | 400 000+                       |
| French Albums Chart              | 19                | złoto       | 75 000                         |
| German Albums Chart              | 15                |             |                                |
| Greek International Albums Chart | 1                 | złoto       | 16 000                         |
| Irish Albums Chart               | 14                | złoto       | 10 000                         |
| Italian Albums Chart             | 36                | srebro      | 25 000                         |
| Japan Oricon Albums Chart        | 5                 |             | 25 000                         |
| New Zealand RIANZ Albums Chart   | 38                |             |                                |
| Lista Albumów ZPAV               | 15                |             |                                |
| Spanish Albums Chart             | 28                | złoto       | 40 000                         |
| Swedish Albums Chart             | 28                |             |                                |
| Swiss Albums Chart               | 9                 | złoto       | 16 000                         |
| Taiwan Albums Chart              | 1                 |             |                                |
| UK Albums Chart                  | 4                 | platyna     | 450 000                        |
| United World Chart               | 9                 |             | 1 000 000+                     |
| Lista przebojów (2008)           | Najwyższa pozycja | Certyfikaty | Liczba sprzedanych egzemplarzy |
| U.S. Billboard 200               | 139               |             | 30 000                         |